# Fußball-Südasienmeisterschaft 2013
| Fußball-Südasienmeisterschaft 2013 2013 South Asian Football Federation Cup™ |                        |
|                                                                              |                        |
| Anzahl Nationen                                                              | 8                      |
| Südasienmeister                                                              | Afghanistan (1. Titel) |
| Austragungsort                                                               | Nepal                  |
| Eröffnung                                                                    | 31. August 2013        |
| Endspiel                                                                     | 11. September 2013     |
| Gespiele Matches                                                             | 10                     |
| Tore                                                                         | 40                     |
| Torschützenkönig(e)                                                          | Ali Ashfaq (10 Tore)   |

Die zehnte Fußball-Südasienmeisterschaft, offiziell South Asian Football Federation Cup 2013, fand vom 31. August bis zum 11. September 2013 in Nepal statt. 

Acht Mannschaften aus dem südasiatischen Raum spielten um den Titel des Südasienmeisters. Meister wurde zum ersten Mal Afghanistan nach einem 2:0 im Finale gegen Indien.

## Austragungsort
Nepal wurde zum Austragungsort während der Fußball-Südasienmeisterschaft der Frauen in Sri Lanka gewählt. Neben dem Gastgeber nahmen noch 7 weitere Nationen aus der Südasienregion an der Meisterschaft teil. Als amtierender Meister von 2011 nahm Indien automatisch bei der zehnten Meisterschaft teil.

## Gruppen
Die acht teilnehmenden Mannschaften wurden in zwei Gruppen mit jeweils vier Mannschaften eingeteilt. In der Gruppenphase spielten die Mannschaften im Liga-System jeweils einmal gegeneinander. Der Gruppensieger und der Zweitplatzierte erreichten das Halbfinale, die Gewinner der Halbfinalspiele trugen das Finale aus. Ein Spiel um den dritten Platz fand nicht statt.
Es wurden folgende Gruppen ausgelost:
| Gruppe A            | Gruppe B            |
| ------------------- | ------------------- |
| Bangladesch (Kader) | Afghanistan (Kader) |
| Indien (Kader)      | Bhutan (Kader)      |
| Nepal (Kader)       | Malediven (Kader)   |
| Pakistan (Kader)    | Sri Lanka (Kader)   |

## Spiele und Ergebnisse

### Gruppenphase

#### Gruppe A
| Pl. | Land        | Sp. | S | U | N | Tore    | Diff. | Punkte |
| --- | ----------- | --- | - | - | - | ------- | ----- | ------ |
| 1.  | Nepal       | 3   | 2 | 1 | 0 | 005:200 | +3    | 07     |
| 2.  | Indien      | 3   | 1 | 1 | 1 | 003:300 | ±0    | 04     |
| 3.  | Pakistan    | 3   | 1 | 1 | 1 | 003:300 | ±0    | 04     |
| 4.  | Bangladesch | 3   | 0 | 1 | 2 | 002:500 | −3    | 01     |

|                   |   |             |     |
| 31. August 2013   |   |             |     |
| Nepal             | – | Bangladesch | 2:0 |
| Indien            | – | Pakistan    | 1:0 |
| 3. September 2013 |   |             |     |
| Bangladesch       | – | Indien      | 1:1 |
| Pakistan          | – | Nepal       | 1:1 |
| 5. September 2013 |   |             |     |
| Indien            | – | Nepal       | 1:2 |
| Bangladesch       | – | Pakistan    | 1:2 |

#### Gruppe B
| Pl. | Land        | Sp. | S | U | N | Tore    | Diff. | Punkte |
| --- | ----------- | --- | - | - | - | ------- | ----- | ------ |
| 1.  | Malediven   | 3   | 2 | 1 | 0 | 018:200 | +16   | 07     |
| 2.  | Afghanistan | 3   | 2 | 1 | 0 | 006:100 | +5    | 07     |
| 3.  | Sri Lanka   | 3   | 1 | 0 | 2 | 006:150 | −9    | 03     |
| 4.  | Bhutan      | 3   | 0 | 0 | 3 | 004:160 | −12   | 0      |

|                   |   |             |      |
| 2. September 2013 |   |             |      |
| Afghanistan       | – | Bhutan      | 3:0  |
| Malediven         | – | Sri Lanka   | 10:0 |
| 4. September 2013 |   |             |      |
| Sri Lanka         | – | Afghanistan | 1:3  |
| Bhutan            | – | Malediven   | 2:8  |
| 6. September 2013 |   |             |      |
| Sri Lanka         | – | Bhutan      | 5:2  |
| Afghanistan       | – | Malediven   | 0:0  |

### Endrunde

#### Halbfinale
|                   |   |             |           |
| 8. September 2013 |   |             |           |
| Nepal             | – | Afghanistan | 0:1 (0:1) |
| 9. September 2013 |   |             |           |
| Malediven         | – | Indien      | 0:1 (0:0) |

#### Finale
|                    |   |        |           |
| 11. September 2013 |   |        |           |
| Afghanistan        | – | Indien | 2:0 (1:0) |

## Top-Torschützen
10 Tore
- Ali Ashfaq

4 Tore
- Mohamed Izzadeen

3 Tore
- Ali Fasir

2 Tore
- Zohib Islam Amiri
- Hashmatullah Barekzai
- Ali Umar
- Anil Gurung
- Passang Tshering

## Mannschaft des Turniers
Die Mannschaft wurde von Sportskeeda nominiert:
| Tor             | Abwehr                                                     | Mittelfeld                                                 | Sturm                     |
| --------------- | ---------------------------------------------------------- | ---------------------------------------------------------- | ------------------------- |
| Mansur Faqiryar | Mustafa Hadid Zohib Islam Amiri Zesh Rehman Rabin Shrestha | Francis Fernandes Rafi Barekzai Mohamed Arif Bharat Khawas | Sandjar Ahmadi Ali Ashfaq |